# Castell de Glorianes
El castell de Glorianes és una antiga fortificació medieval quasi del tot desapareguda de la comuna de Glorianes, a la comarca del Conflent (Catalunya del Nord).
Era situat al costat de l'església parroquial de Sant Sebastià o Sant Esteve de Glorianes. En queden poques restes, però són visibles en els entorns de l'església. Un fragment de mur amb una espitllera, diversos elements inserits en els murs de la casa veïna de l'església, així com altres fragments propers amb una sagetera són les restes conservades.